# Protéine antigel
Les protéines antigel sont des cryoprotecteurs (en) qui correspondent à une classe de polypeptides naturellement produites par certaines espèces de vertébrés à sang froid, de plantes, de fungis et de bactéries et qui leur permettent d'être congelés sans mourir et/ou de vivre activement dans des environnements très froids (jusqu'à des températures inférieures à 0 °C, dans l'eau de mer par exemple).
Elles sont souvent nommées AFPs (de l'anglais : Antifreeze proteins).

## Principe
Ces protéines se lient aux petits cristaux de glace en formation et en inhibent la croissance et la recristallisation en glace qui, autrement, serait fatale. Les sels dissous jouent également un rôle important dans l'efficacité in vivo de ces protéines.

## Chez les mammifères?
De nombreux indices laissent penser qu'une telle protéine puisse interagir avec les membranes de cellules de mammifères pour les protéger des dégâts normalement occasionnés par le froid. Elle joue donc un effet important dans l'acclimatation au froid.

## Génomique
Les peptides antigel produits par un poisson vivant dans les eaux très froides de l'atlantique Nord-Ouest (Zoarces americanus) ont été identifiées au milieu des années 1980,, puis en 1988 les gènes impliqués dans la production d'une résistance au froid ont été également identifiés et depuis utilisé dans une construction génétique qui a servi à créer un poisson transgénique, saumon à croissance accélérée, créé par la société Aqua Bounty Technologies et dont le nom commercial est AquAdvantage pour lequel une demande d'autorisation de mise sur le marché est étudiée par l'EPA aux États-Unis (1992/1993).